# PZL P.11
Il PZL P.11 fu un aereo da caccia, monomotore, monoposto e monoplano ad ala alta in configurazione a gabbiano, prodotto dall'azienda polacca Państwowe Zakłady Lotnicze (PZL) negli anni trenta del XX secolo. Fu il principale velivolo da caccia in forza alle Polskie Lotnictwo Wojskowe, l'aeronautica militare polacca, fino al 1º settembre 1939, data dello scoppio della seconda guerra mondiale.

## Storia del progetto
Nel 1930 il Departament Aeronautyki Ministerstwa Spraw Wojskowych, tradotto dal polacco Dipartimento aeronautico del Ministero per gli affari militari, emise una specifica per la fornitura di un nuovo caccia che sostituisse i precedenti P.7.
La PZL incaricò nuovamente l'ingegnere Zygmunt Puławski, già autore dei progetti dei caccia P.1, P.6, P.7 e P.8 che sviluppò una variante del P.7 basata su una motorizzazione più potente e su alcune innovazioni tecnologiche, oltre che riproducendo il suo design oramai diventato caratteristico dei precedenti lavori. Dopo che l'ingegner Pulawski, era rimasto ucciso in un incidente aereo, il 21 marzo 1931, il lavoro di progettazione del caccia P.11 venne portato a termine dall'ingegner Wsiewołod Jakimiuk.
Il primo prototipo, designato P.11/I, venne portato in volo per la prima volta nell'agosto 1931 dal collaudatore Bolesław Orliński. Ad esso fecero seguito ulteriori tre prototipi che adottarono alcune leggere modifiche, i P.11/II, P.11/III e P.11/IV. Il primo prototipo, pilotato da Orliński, partecipò all'International Fighter Show di Istanbul risultando vincitore nella varie competizioni in cui fu impegnato. L'aereo si rivelò superiore ai contemporanei caccia Curtiss Hawk II, Dewoitine D.53 e Smolik S-31 ivi presenti. Il primo risultato ottenuto fu l'interesse della Romania all'acquisto di 60 aerei da riprodurre su licenza. In seguito il primo prototipo venne venduto al Portogallo che era interessato all'acquisizione dei caccia.
Il secondo prototipo P.11/II, dotato di propulsore radiale Bristol Mercury IVA azionante un'elica bipala Chauviére, volò per la prima volta nel dicembre 1931, raggiungendo una velocità massima di 346 km/h. Nel giugno 1932 la casa motoristica francese Gnome et Rhône offrì alla PZL il proprio propulsore 9Kcr Mistral da accoppiarsi alla cellula prodotta dalla PZL per offrire l'eventuale velivolo risultante all'Armée de l'air. Nell'agosto dello stesso anno i primi due prototipi (P.11/I e P.11/II) parteciparono al 3º Raduno Internazionale dell'Aviazione da Caccia tenutosi sull'aeroporto di Zurigo, Svizzera. Il P.11/I fu portato in volo dal capitano Kazimierz Kuzian, mentre il secondo dal tenente Jerzy Bajan. L'aereo di Bajan fece registrare una velocità massima di 310 km/h e risultò superiore ai concorrenti Hawker Fury, Fairey Firefly, Bristol Bulldog, Fokker D.VI e Dewoitine D.27. Al suo ritorno in patria il PZL P.11/II venne dotato del motore Gnome-Rhône 9K Mistral. Intanto l'abboccamento tra l'industria polacca e quella francese diede luogo, in seguito, alla costruzione del prototipo PZL P.24. Il secondo prototipo, dopo aver partecipato al XII Salon International de l'Air di Parigi compì senza successo un breve ciclo di valutazione sulla base di Alverça, in vista dell'adozione di questo modello da parte dell'aviazione portoghese. In seguito il velivolo venne consegnato allo Squadron da addestramento presso l'Aviation Technical Training Centre (C.T.W.L) di Bydgoszcz. Il 23 giugno 1936, dopo un volo di trasferimento da Bydgoszcz all'aeroporto di Varsavia-Mokotow l'aereo, ai cui comandi vi era il pilota Anthony Gosiewski, rimase gravemente danneggiato in fase di atterraggio.
Nel frattempo era stato completato il terzo prototipo, designato PZL P.11/III, che compì le prove di volo nella primavera del 1933. In quell'anno venne trasportato negli Stati Uniti d'America per partecipare alle National Air Races tenutesi a Cleveland. L'aereo, equipaggiato con un propulsore Bristol Mercury IVA da 555 CV, venne pilotato in gara dal tenente Jerzy Kossowski. Nonostante la sapiente esibizione in volo del pilota polacco, e malgrado il velivolo facesse registrare la più alta velocità massima ottenuta tra tutti gli aerei presenti, al PZL P.11/III non venne assegnato alcun riconoscimento. Al suo ritorno in Polonia l'aereo subì alcune modifiche: venne montato un cappuccio sul bordo anteriore del collettore di scarico del motore e installato l'armamento basato su due mitragliatrici Vickers Mod. F calibro 7,7 mm (che nella successiva produzione di serie furono adattate all'uso di cartucce calibro 7,92 mm). La dotazione complessiva delle due mitragliatrici era pari a 700 cartucce (350 per arma). Il velivolo così modificato divenne la base per la prima versione di serie, designata P.11a, e motorizzata con un radiale Bristol Mercury IVS2, raffreddato ad aria, da 575 hp. Questa versione, da molte fonti considerata di preserie, fu ordinata in 50 esemplari dalla Lotnictwo Wojskowe.

## Tecnica
Caccia monoplano ad ala alta a gabbiano di costruzione interamente metallica. La fusoliera con struttura metallica e rivestimento in lega leggera, aveva sezione circolare. Il castello motore era costituito da un anello in duralluminio irrigidito da angolari a L ed il motore era montato su tamponi antivibratori di tipo “Lord”. L'impianto del carburante comprendeva un serbatoio principale sganciabile da 213 litri, installato posteriormente alla paratia parafiamma, in fusoliera, ed un serbatoio supplementare a gravità nella seminala sinistra. Le semiali erano di costruzione metallica, su due longheroni con sezione a doppio T: il rivestimento era in lega leggera ondulata. Di analoga costruzione erano gli impennaggi e gli alettoni. L'attacco ala-fusoliera era in acciaio, ed era vincolato alla parte superiore della prima e seconda ordinata di fusoliera: ogni seminala, con profili notevolmente sottili all'attacco con la fusoliera ed all'estremità, e relativamente spessa invece in corrispondenza del gomito, era inoltre vincolata da due montanti paralleli in duralluminio
Il carrello di atterraggio, di disegno originale, consisteva in due gambe a V collegate alla fusoliera e dotate di ammortizzatori oleopneumatici; entrambe le gambe erano rinforzate con tiranti d'acciaio.
L'abitacolo del pilota era aperto e protetto da un parabrezza in plexiglas. Gli strumenti di navigazione e del motore erano di produzione polacca, ad eccezione della bussola giroscopica tedesca. Su circa un terzo degli esemplari costruiti venne montato un apparato radio tipo Philips N2L/MR/T di produzione nazionale.
L'armamento consisteva in due mitragliatrici P.V.W. Vz 37 calibro 7,92 mm sincronizzate, sui fianchi della fusoliera con dotazione di 500 colpi per arma. Su circa un terzo degli esemplari costruiti vennero installate nell'ala due ulteriori mitragliatrici P.V.W. Vz 37 calibro 7,92 mm con dotazione di 300 colpi per arma.

## Impiego operativo
La prima variante ordinata dalla forza aerea polacca fu la P.11a, considerato un modello intermedio, realizzato in un totale di 30 esemplari. Sostanzialmente molto simile al PZL P.7, se ne differenziava soprattutto per l'adozione del più potente motore radiale Mercury IV S2, il britannico Bristol Mercury prodotto su licenza in Polonia, capace di erogare una potenza di 575 hp (429 kW). Le consegne alla Lotnictwo Wojskowe dei primi caccia P.11a, andati in produzione nella primavera del 1934, avvennero a partire dalla fine dell'estate di quell'anno. Il primo reparto ad essere equipaggiato fu la 111ª Eskadra Mysliwska basata a Varsavia, cui seguì immediatamente il riequipaggiamento di altre due unità, entrambe basate nei dintorni della capitale.
Nel 1934 volò per la prima volta il quarto prototipo, designato P.11/IV. L'aereo disponeva di un propulsore Gnôme-et-Rhône 9Krde da 575 CV e ruotino di coda, e venne esibito al XII Salon International de l'Air di Parigi svoltosi quell'anno. Da esso derivò la successiva versione di serie, designata P.11c, concepita nel tentativo di migliorare la visibilità ottenibile dal pilota nella cabina di pilotaggio. Ciò venne realizzato abbassando il castello motore e spostando il posto di pilotaggio verso l'alto ed all'indietro. Furono ridisegnate sia la carlinga che la coda, e venne creato lo spazio per installare due mitragliatrici supplementari nelle ali.
La versione P.11c ottenne un ordine dalla Lotnictwo Wojskowe per 175 esemplari (matricole da 8.2 a 8.176), realizzati in due serie tra il 1934 ed il 1936. La prima serie di 50 velivoli era equipaggiata con il motore radiale Bristol Mercury IV S2 da 600 hp (447 kW), mentre i rimanenti 125 ebbero il Bristol Mercury VI S2 da 630 hp (470 kW), entrambi realizzati su licenza in Polonia. Sugli esemplari costruiti vennero introdotte alcune modifiche all'attacco tra ala e fusoliera, all'impennaggio di coda, ed inoltre furono installati pneumatici a bassa pressione per il decollo da campi improvvisati. Le mitragliatrici vennero dotate di sistema pneumatico di riarmo, e gli aerei furono dotati attacchi subalari per quattro bombe da 12,5 kg. Queste modifiche portarono, però, ad un aumento di peso della cellula pari ad 84 kg. Le prime consegne ai reparti della versione P.11c avvennero alla fine del 1934.
Tale limitata produzione può, ora, apparire una scelta irresponsabile da parte del governo polacco, l'aviazione dell'Armata Rossa disponeva già allora di migliaia di aerei, mentre la Germania conduceva un riarmo aeronautico su una scala che, a quel tempo, non aveva alcun precedente. Le officine PZL di Varsavia potevano produrre almeno 10 caccia al mese. Tuttavia, il comando della Lotnictwo Wojskowe stava ancora studiando i diversi concetti di impiego dei caccia e dei bombardieri, mentre gli uffici di progettazione polacchi avevano allora in fase di sviluppo progetti molto avanzati. Per ottimizzare ed incrementare la produzione del caccia P.11 la PZL attivò una linea di montaggio situata presso il nuovo stabilimento WP2 di Mielec, così che la capacità costruttiva della ditta arrivò a 25 velivoli al mese.
A partire dalla metà del 1935 tutti e quattro i reggimenti da caccia della Lotnictwo Wojskowe erano equipaggiati con i PZL P.11a/c, soprannominati Jedenastka (piccolo undici). Quasi tutti i precedenti caccia PZL P.7 furono relegati all'addestramento presso le scuole di volo. L'entrata in servizio del nuovo aereo fu sorprendentemente facile, non si verificò alcun incidente di rilievo fino al marzo 1936. L'aereo perdonava facilmente gli errori dei giovani piloti, che lo soprannominarono “Pulavchak”. Durante le grandi manovre del 1937 un pilota volando a bassa quota colpì con le ruote del carrello un pagliaio. L'aereo si rovesciò e cadde al suolo. Il pilota, che non era trattenuto al suo posto dalle cinture di sicurezza, venne sbalzato fuori dalla carlinga atterrando sulla paglia, e riportando fortunatamente ferite di poco conto.
In quegli anni l'aeronautica polacca condusse con il P.11 un'intensa attività sperimentale. Nel 1936 furono collaudati gli sci Shomanskogo per l'impiego da terreni innevati, e sorprendentemente l'aereo si rivelò più veloce con gli sci che con il carrello a ruote. Probabilmente ciò era dovuto alla particolare forma degli sci in questione, che favorivano la penetrazione aerodinamica. Vennero compiuti anche tentativi per adattare l'aereo al bombardamento in picchiata, ma gli esperimenti rimasero senza seguito per lo scarso carico bellico trasportato dal caccia. Nel 1937 venne sperimentato un apparato radio di produzione nazionale, dotato di antenna a filo, tipo Philips N2L/MR/T. L'accesso per manutenzione all'apparato radio, ed alle batterie di alimentazione, avveniva tramite un portello situato sul lato sinistro dell'aereo. Tale apparato venne installato retroattivamente su circa un terzo degli esemplari costruiti. L'armamento iniziale, che consisteva in due mitragliatrici P.V.W. VZ 37 cal. 7,92 mm sincronizzate sui fianchi della fusoliera con dotazione di 500 colpi per arma, fu subito reputato scarso dal comando dell'aviazione militare. Su circa un terzo degli esemplari costruiti furono installate nell'ala due ulteriori mitragliatrici P.V.W. Vz 37 cal. 7,92 mm con dotazione di 300 colpi per arma.
A partire dalla seconda metà degli anni trenta il caccia P.11 divenne protagonista di alcuni scontri di frontiera sui confini con Lituania, Prussia Orientale, Cecoslovacchia ed URSS.
Nell'agosto del 1936 un caccia P.11 pilotato dal tenente Urbanowicz attacco, nella zona di frontiera con l'Unione Sovietica, un biplano da ricognizione Polikarpov R-5. Inizialmente il pilota cercò di costringere il ricognitore ad atterrare, sparando raffiche di mitragliatrice davanti al muso del velivolo sovietico. Ma quando quest'ultimo rispose al fuoco, il pilota polacco, aprì il fuoco contro l'aereo sovietico abbattendolo. Nel marzo 1939 un caccia P.11, pilotato dal tenente Zvonek, sorprese all'interno dello spazio aereo polacco un gruppo di bombardieri sovietici scortati da un caccia. Il pilota polacco attaccò di sorpresa la formazione sovietica, riuscendo ad abbattere il caccia. A partire dall'aprile dello stesso anno la Luftwaffe intensificò i voli clandestini di ricognizione sul territorio polacco. I piloti dei caccia P.11 tentarono di abbattere qualcuno degli intrusi portandosi in quota e rimanendo in attesa degli aerei spia. Quando ne avvistavano qualcuno si gettavano in picchiata, avendo il favore della quota, alla massima velocità nel tentativo di abbattere l'intruso. Purtroppo tale sforzo non diede alcun risultato, nessun ricognitore tedesco venne mai abbattuto o danneggiato.
Contro la crescente minaccia rappresentata dal massiccio riarmo tedesco, e per tutelarsi contro i lunghi ritardi del programma relativo al nuovo caccia monoplano PZL.50 Jastrząb, venne provvisoriamente sviluppata una nuova versione designata P.11g Kobuz. Questo modello disponeva del potente motore radiale Bristol Mercury VIII, raffreddato ad aria, erogante 835 CV. Il propulsore Bristol Mercury VIII prometteva di spingere il P.11g Kobuz ad una velocità massima di oltre 420 km/h, e disponeva, finalmente, di un abitacolo chiuso (derivato da quello del caccia PZL P.24). Il prototipo volò per la prima volta poco prima dello scoppio della Seconda Guerra Mondiale, nell'agosto del 1939, ma la velocità massima registrata fu di 390 km/h, troppo bassa per confrontarsi efficacemente con i caccia tedeschi in servizio a quell'epoca. Nonostante tutto la Lotnictwo Wojskowe ordinò urgentemente 90 aerei di questa versione da prodursi, in tre serie di trenta, sia negli stabilimenti della PZL che in quelli della P.W.S. Le consegne dei nuovi caccia furono previste per i primi mesi del 1940.

### La seconda guerra mondiale
Alle 4.45 del 1º settembre 1939 la Germania attaccò la Polonia (Operazione Fall Weiss), ed i caccia PZL P.11 risultarono di gran lunga superati sia dai caccia monomotori Messerschmitt Bf 109E che dai bimotori Messerschmitt Bf 110 Zerstorer della Luftwaffe. In particolare i Messerschmitt Bf 109E surclassavano in velocità il caccia polacco di ben 185 km/h. L'aereo polacco aveva una potenza di fuoco assolutamente inadeguata, il 70% degli aerei in servizio erano dotati solamente di due mitragliatrici P.V.W. Vz 37 da 7,92 mm (ed i piloti preferirono spesso questa versione a quella armata con quattro mitragliatrici, affermando che il peso supplementare riduceva le prestazioni dell'aereo, specialmente il rateo di salita). Comunque il P.11 risultava molto robusto e maneggevole, ed inoltre la sua corta corsa di decollo facilitava le operazioni dai campi d'aviazione improvvisati, ma il pilota non disponeva di alcuna corazzatura di protezione.
Allo scoppio delle ostilità le squadriglie da caccia furono subito pesantemente impegnate riportando, nei primi tre giorni di combattimento, 60 vittorie contro 46 perdite tra P.11 e P.7. 
Nelle mani di piloti determinati, potevano infliggere pesanti perdite a formazioni di bombardieri tedeschi privi di scorta. Il 2 settembre, nove PZL P-11C della 142 Eskadra Toruńsk (142ª Squadriglia di Toruń), guidati dal maggiore Lesnievski, intercettarono due formazioni di Dornier Do 217, rispettivamente di sette e nove bimotori, sul fiume Vistula.
Attaccando frontalmente, i piloti polacchi riuscirono ad abbattere sette Dornier, due accreditati al tenente Stanislaw Skalski (che sarebbe diventato il maggior asso polacco nonché il primo asso alleato della seconda guerra mondiale), senza subire alcuna perdita.
Nel corso dei combattimenti il caccia si dimostrò una macchina versatile, riuscendo anche ad effettuare missioni di ricognizione tattica e collegamento, ma ben presto la qualità e la quantità dei velivoli tedeschi ebbe ragione in pochi giorni della resistenza polacca. Dei 166 caccia di tutti i tipi schierati all'inizio della guerra, 116 furono persi in volo e una cinquantina espatriarono in Romania. Le perdite umane furono incredibilmente basse, con 12 piloti deceduti, 15 feriti e 7 dispersi (pari al 15% del personale volante).
Da notare che un pilota, il Lt. Henryk Szczesny, si aggiudicò due abbattimenti volando a bordo del prototipo PZL P.11g Kobuz, mentre difendeva il campo d'aviazione di Wielick. In tutta la campagna di settembre i caccia P.11 operarono in condizioni molto difficili, senza installazioni di riparo, e con rifornimenti di parti di ricambio assolutamente inadeguate (tutto il materiale disponibile risultava vecchio di 3 o 5 anni). Nonostante tutte queste avversità i piloti reclamarono 120 abbattimenti, inclusi 10 Bf 109 e 13 Bf 110. Per conto risultavano distrutti in combattimento 97 P.11.

Il 17 settembre l'Armata Rossa attaccò lungo il confine ovest agendo, in pratica, da supporto alle operazioni della Wehrmacht. In quel settore le forze armate polacche, completamente impegnate contro i tedeschi, poterono offrire solo una trascurabile resistenza. L'aviazione polacca disponibile in quell'area era sufficiente solo per l'esplorazione delle aree di frontiera, e neanche dappertutto. I pochi caccia P.11 presenti cercarono il combattimento contro gli aerei dell'Armata Rossa, ed avvennero numerosi, ma piccoli, scontri con i velivoli sovietici. Secondo i dati polacchi in questo settore venne abbattuto un Polikarpov R-5 (dal tenente Kos) nei pressi di Nadvirna e danneggiati due caccia Polikarpov I-16 (dal tenente Zatorskii) a Rokitno, nei pressi della frontiera. Le relazioni sovietiche hanno sempre negato queste perdite. È possibile che un caccia P-11, pilotato da Zatorskii, con il pilota ferito si sia schiantato al suolo durante un atterraggio d'emergenza.
Poco dopo mezzogiorno del 17 settembre il comandante dell'aviazione polacca diede l'ordine di evacuare tutto il materiale superstite in Romania. Il governo pensava di riuscire a trasferire i velivoli rimasti indenni in Francia, in vista della ripresa delle operazioni aeree a fianco degli Alleati. I velivoli dovevano concentrarsi presso un campo d'aviazione situato a Černivci. Almeno 36 caccia P-11 (32 P.11c e 10 P.11a) si portarono su quell'aeroporto, ma gli aerei furono incamerati dall'aviazione rumena.

### Germania
Dopo la capitolazione polacca i tedeschi si impadronirono di numerosi caccia P.7 e P.11. La stragrande maggioranza di questi erano stati abbandonati, durante la ritirata gravemente danneggiati sugli aeroporti. Qualche esemplare fu riparato e destinato ad operazioni di collegamento, o di addestramento.

### Lettonia
L'aviazione lettone si impossessò di un caccia PZL P. 11, che era stato evacuato dalla Polonia il 17 settembre 1939. Quando i sovietici invasero la Lituania catturarono il velivolo.

### Portogallo
Nell'aprile del 1932 il primo prototipo P.11/I venne mostrato ad una delegazione dell'aviazione militare portoghese, che si dimostrò disponibile ad acquistare la licenza di produzione del nuovo velivolo. All'inizio del mese di agosto dello stesso anno il Capt. Kazimierz Kuzian trasferì in volo il caccia dall'aeroporto di Zurigo-Dubendorf (Svizzera) a quello di Lisbona. Lì l'aereo venne acquistato dal governo portoghese per la somma di 160.000 zloty. Dopo aver partecipato al XII Salon International de l'Air di Parigi il secondo prototipo PZL P.11/II compì in Portogallo un breve ciclo di valutazione in vista dell'adozione di questo modello da parte dell'aviazione portoghese (Arma da Aeronáutica Militar). Purtroppo ciò non si realizzò mai.

### Romania
Nel 1931 la Forțele Aeriene Regale ale României doveva rimpiazzare gli obsoleti caccia Blériot-SPAD S.61 e Fokker D.XI allora in servizio presso i reparti. Per questa eventualità la I.A.R. aveva realizzato un proprio caccia designato IAR CV-11, ma tale progetto venne annullato nel settembre del 1931.
Dopo che il prototipo PZL P.11/I, pilotato dal collaudatore Boleslaw Orlinski, aveva partecipato in quell'anno all'International Fighter Show di Istanbul, risultando vincitore nella varie competizioni in cui fu impegnato, vi fu l'immediato interesse del governo rumeno per l'acquisto di 60 aerei, da realizzarsi su licenza presso la fabbrica I.A.R.
Il secondo prototipo PZL P.11/II dotato di motore di Gnôme-Rhône 9 Krse da 595 CV, divenne il progenitore della versione P.11b destinata espressamente alla Romania. L'accordo per la vendita del caccia P.11 fu finalizzato il 24 aprile 1933, e la priorità fu data all'adempimento di quest'ordine, anche a discapito della consegne alla Lotnictwo Wojskowe. L'ordine riguardava 50 velivoli (matricole da 7.4 a 7.52) da costruirsi direttamente presso la fabbrica PZL, con la designazione P.11b. Gli aerei erano dotati di propulsore IAR K.9 (Gnôme-Rhône 9Ksrd Mistral da 550 CV prodotto su licenza) e strumentazione di origine rumena. I primi venti aerei consegnati non ebbero il nuovo collettore di scarico schermato e la nuova capottatura motore, e furono designati P.11b-K. I successivi trenta dotati di tutte le modifiche furono localmente designati P.11b-L.
I primi 10 aerei furono inviati, smontati, agli stabilimenti IAR di Brașov (Bucarest nel giugno 1934 e qui avvenne il loro riassemblaggio, seguito dal personale della PZL perché la IAR mancava dell'esperienza necessaria alla costruzione di velivoli completamente metallici. Gli aerei rimontati furono personalmente collaudati dal capitano Bolesław Orliński, e le consegne dei primi velivoli all'aviazione rumena cominciarono a partire dal 1935. Il prototipo della successiva versione P.11f, equipaggiato con propulsore radiale Gnôme-Rhône 9 Krds, venne consegnato alla Romania che acquisì gratuitamente la licenza di produzione grazie al precedente ordine. Le previsioni iniziali prevedevano la produzione di 150 caccia P.11f entro la fine del 1935, ma la fabbrica I.A.R., tra il 1935 e il 1937, completò solo 95 velivoli, che furono consegnati tra il 1936 ed il 1938.
Il 17 settembre 1939 il Capo di Stato Maggiore della Lotnictwo Wojskowe diede l'ordine di evacuare tutti i velivoli verso i paesi neutrali più vicini, possibilmente la Romania. Infatti il governo polacco sperava poi di trasferire questi aerei in Francia per continuare la lotta a fianco degli Alleati. Oltre 300 aerei polacchi, di tutte le categorie, trovarono rifugio in Romania. La maggior parte dei P.11 in servizio nell'aviazione polacca erano rimasti distrutti nei combattimenti di settembre, ma almeno 32 caccia (32 P.11c e 10 P.11a) riuscirono a raggiungere l'aeroporto rumeno di Chernivtsi (ora in Ucraina). Questi velivoli, però, furono incamerati dall'aviazione rumena. A causa della loro obsolescenza gli aerei, che risultavano molto usurati dai combattimenti precedenti, non furono utilizzati operativamente. Un piccolo numero di caccia (23 P.11c e 3 P.11a), dopo le opportune riparazioni, venne immesso in servizio ed utilizzato per l'addestramento, mentre il resto venne smantellato per ricavarne pezzi di ricambio. Dal maggio 1941 i caccia P-11f incominciarono ad utilizzare mitragliatrici a tiro rapido FN-Browning e rastrelliere per le bombe fino a 12 kg. Questo processo di modernizzazione venne completato entro la fine dell'anno. È interessante notare che, per aumentare la capacità del velivolo come aereo da attacco, era intenzione rumena di armare l'aereo con lanciagranate per ordigni del peso di 2-3 kg. Nessuna informazione su questo progetto è nota.
Quando, il 22 giugno 1941, la Romania dichiarò guerra all'Unione Sovietica l'aeronautica rumena allineava in servizio circa 153 esemplari nelle versioni P.11b, P.11f, P.11ªe P.11c inquadrati nel 3º Stormo da Caccia (comandante colonnello Anton Marasescu), dipendente dalla 2ª Regione Aerea, che disponeva dei seguenti reparti::
- 3º Gruppo da Caccia (al comando del Lt. Cdor. Teodor Munteanu

43ª Squadriglia da Caccia (Captain Dan Vizanti, su P.11f)
44ª Squadriglia da Caccia (Captain Florian Becu, su P.11f)
45ª Squadriglia da Caccia (Captain Constantin Georgescu, su P.11f)
- 4º Gruppo da Caccia (al comando del Lt. Cdor. Dumitru Niculescu)

46ª Squadriglia da Caccia (Captain Dumitru Rata Racoveanu, su P.11f)
49ª Squadriglia da Caccia (Captain Niculae Chiru, su P.11c)
50ª Squadriglia da Caccia (Captain Gheorghe Tifescu, su P.11c)
112ª Squadriglia da Collegamento (Captain Ioan Diceanu) dotata di Consolidated Fleet F 10 G
I caccia P.11 parteciparono ai combattimenti per l'occupazione della Moldavia e a quelli presso la periferia di Odessa. Entro il 18 agosto il 3º Stormo Caccia aveva a disposizione solo 24 velivoli pronti al combattimento, gli altri erano andati persi in azione o per incidenti. Questo processo di modernizzazione venne completato entro la fine dell'anno. Dopo l'occupazione di Odessa, nell'ottobre del 1941, il 3º Stormo Caccia venne rimpatriato per essere riequipaggiato. Dei 56 aerei a sua disposizione prima dello scoppio della guerra, erano andati irrimediabilmente persi 18 P.11f e due P.11c, per lo più abbattuti dai cannoni antiaerei. Nei primi mesi del 1942 tre squadroni di caccia P.11 furono trasferiti sotto il comando dell'aviazione navale, e altri tre al sistema di difesa aerea. Il primo prevedeva la copertura aerea per i convogli in viaggio dal porto rumeno di Odessa. I tre Squadron furono dislocati rispettivamente a Tiraspol, Odessa ed Akkerman. I velivoli dei tre squadroni destinati alla Difesa aerea vennero sparsi in diverse città, tra cui 46° Squadron fu destinato alla difesa aerea della capitale Bucarest. Dalla metà del 1942 entrambi i gruppi vennero riarmati con nuovi caccia di produzione nazionale IAR.80. In seguito gli aerei superstiti furono relegati al ruolo di addestratori. Alla metà del 1944 tutti i P.11 in servizio vennero equipaggiati con lanciabombe di piccolo calibro e spediti in tutta fretta sulla linea di combattimento nel tentativo di fermare la furiosa offensiva sovietica che di lì a poco avrebbe costretto la Romania a chiedere l'armistizio agli Alleati. Dopo l'agosto 1944 gli aerei superstiti vennero riconvertiti al ruolo di addestratori rimanendo in servizio fino alla fine del 1945, quando furono radiati e rapidamente demoliti.

### Unione Sovietica
Alcuni caccia PZL P.11 vennero catturati dall'Armata Rossa durante le operazioni di occupazione della Polonia, nel settembre 1939. Secondo fonti polacche uno dei velivoli era quello del tenente Vroblevskogo atterrato il 18 settembre, per un guasto al motore, vicino a Kamenetz-Podolsk e rimasto seriamente danneggiato. Sugli aeroporti della Polonia orientale l'Armata Rossa requisì numerosi velivoli. In particolare una relazione stilata il 20 settembre riporta la cifra di 40 velivoli sequestrati nella zona di Tarnopol-Chertkov. Gli agenti segreti sovietici rimasero molto sorpresi di scoprire che il principale caccia polacco, il PZL P.11, era obsoleto. Essi batterono costantemente i campi di aviazione occupati alla ricerca dei più moderni PZL P.50 o PZL P.24, ma non ne trovarono perché l'aeronautica polacca non ne dispose mai. Rinvennero molti P.11, ma più spesso i vecchi PZL P.7 (sembra più di due dozzine, per lo più riparabili).
Dopo la contabilizzazione definitiva, nel distretto militare di Kiev furono individuato quattro P.11 tutti non operativi. Nel maggio 1940, a seguito di un ordine espresso venuto da Mosca, il velivoli inutili e di nessun valore bellico vennero rottamati per il recupero dei metalli non ferrosi. La Voenno-vozdušnye sily non effettuò alcun test di volo né impiegò operativamente i P.11 catturati, a differenza di altri tipi di aerei polacchi. Il 17 giugno 1940 l'Armata Rossa invase la Lettonia, e catturò un caccia PZL P.11 che era stato incamerato dall'aviazione lettone dopo essere fuggito dalla Polonia. Anche questo velivolo non ebbe alcun uso.

### Ungheria
L'aviazione magiara si impossessò di un caccia PZL P. 11a arrivato dalla Polonia il 23 settembre 1939. L'aereo pilotato dal maggiore Eugeniusz Wyrwicki, e con a bordo anche il tenente colonnello Izycki, atterrò nell'aeroporto vicino alla città di Hajdúböszörmény. Successivamente Wyrwicki trasferì in volo l'aereo presso l'aeroporto di Debrecen, lì il velivolo fu requisito dalla MKL e ricevette la matricola militare G-191. La Magyar Királyi Honvéd Légierő usò il velivolo come addestratore per tutto il 1940, poi il caccia fu ceduto all'Università Tecnologica di Budapest (ricevendo l'immatricolazione civile HA-NBN). L'aereo venne utilizzato per l'addestramento primario ed il traino alianti fino all'autunno del 1944, quando in seguito all'invasione sovietica andò distrutto.

## Versioni
- P.11/I: primo prototipo dotato di propulsore Bristol Jupiter IX Asb da 515 CV. Primo volo, con ai comandi il collaudatore capitano Bolesław Orliński, nell'agosto 1931.
- P.11/II: secondo prototipo dotato di propulsore Gnome-Rhône 9K Mistral da 530 CV (390 kW).
- P.11/III: terzo prototipo dotato di motore Bristol Mercury IVA da 555 CV.
- P.11/IV: quarto prototipo, primo volo nel 1934, dotato di propulsore Gnôme-Rhône 9 Krde da 575 CV e ruotino di coda. In questa forma fu esibito al Salon de l'Air di Parigi venendo in seguito trasformato allo standard P.11f e ceduto alla Romania.
- P.11a: prima versione di preserie prodotta in 30 esemplari per l'aeronautica polacca (Siły Powietrzne). I velivoli erano dotati del motore stellare Skoda (Bristol) Mercury IVS2 a 9 cilindri, raffreddati ad aria, da 517 CV (380 kW) azionante un'elica bipala. L'armamento si basava su due mitragliatrici P.V.W. Vz 37 calibro 7,92 mm poste in fusoliera[3].
- P.11b: variante per l'esportazione costruita dalla PZL in 50 esemplari per la Romania. Era dotata del motore stellare Gnome-Rhône 9 Krds da 670 CV azionante un'elica bipala.
- P.11c: versione prodotta in 175 esemplari per la Siły Powietrzne. Era dotata di abitacolo del pilota arretrato e posto in posizione rialzata per migliorare la visibilità, l'ala abbassata e motore stellare Bristol Mercury VI.S2, a 9 cilindri, raffreddati ad aria, erogante 645 CV.
- P.11d: proposta di una versione destinata all'aeronautica navale polacca, da costruirsi in 24 esemplari. L'ordine non ebbe alcun seguito.
- P.11e: nel 1935 l'aeronautica repubblicana spagnola negoziò una fornitura di 36 caccia PZL P.11, successivamente ridotti a 15. A tale scopo la PZL sviluppò un'apposita versione denominata P.11e. Le parti firmarono il contratto il 12 ottobre 1935. Con lo scoppio della guerra civile nel giugno 1936 la trattativa venne sospesa, con nota del governo polacco, il 29 luglio dello stesso anno.
- P.11f: versione prodotta su licenza in 95 esemplari dalla I.A.R., dotata di propulsore Gnome-Rhône 9 Krse da 595 CV costruito anch'esso su licenza[4]. Questa versione era dotata di speciali pneumatici a bassa pressione per l'impiego da terreni semipreparati. Caratteristiche tecniche: un motore stellare Gnôme-Rhône 9 Krse da 595 CV (438 kW); apertura alare 10,72 m; lunghezza 7,56 m; altezza 2,85 m; superficie alare 17,9 m²; peso a vuoto 1 108 kg, peso a pieno carico 1 586 kg; velocità massima 360 km/h a 5 000 m, velocità massima a bassa quota 280 km/h a 0 m, velocità di atterraggio 98 km/h; rateo di salita iniziale 11 m/s; salita a 5 000 m in 6'30", a 7 500 m in 13'45"; tangenza operativa 7 500 m. Armamento su 4 mitragliatrici Vz 37 calibro 7,92 mm (2 alari e 2 in fusoliera).[3]
- P.11g Kobuz: un prototipo dotato di motore Bristol Mercury VIII da 840 CV[4], che consentiva una velocità massima sensibilmente superiore pur conservando le eccellenti doti di manovrabilità. La versione P.11g Kobuz avrebbe dovuto essere costruita in 90 esemplari dalla P.W.S. con consegne dei primi velivoli di serie previste nel maggio-giugno 1940. L'invasione tedesca del settembre 1939 pose fine ad ogni attività. Primo volo del prototipo nell'agosto 1939. Caratteristiche tecniche: un motore stellare Bristol Mercury VIII, raffreddato ad aria, da 840 CV (618 kW); capacità carburante 330 litri; apertura alare 10,72 m; lunghezza 7,85 m; altezza 2,85 m; superficie alare 17,90 m²; peso a vuoto 1 108 kg, a pieno carico 1 586 kg; velocità massima 390 km/h, di crociera 275 km/h, di stallo 110 km/h; velocità ascensionale 13 m/s; autonomia 500 km; tangenza operativa 10 000 m. Armamento su 4 mitragliatrici VZ 33 calibro 7,92 mm (2 alari e 2 in fusoliera).[3]

## Evoluzioni e varianti
Dal PZL P.11 venne sviluppato nel 1934 un nuovo aereo da caccia, il P.24, che tuttavia non entrò mai in servizio nell'aeronautica polacca, venendo esportato con successo in Turchia, Bulgaria, Grecia e Romania.
Il PZL.50 Jastrząb (sparviero), un caccia monoplano ad ala bassa, avrebbe dovuto essere il successore del P.11 ma i tagli alle spese militari imposero un rallentamento del programma, che causò notevoli ritardi nell'industrializzazione del velivolo. Nel tentativo di supplire ai ritardi delPZL.50 Jastrząb venne sviluppata la versione PZL P.11g Kobuz.

## Utilizzatori
Germania
- Luftwaffe

 Polonia
- Siły Powietrzne

 Portogallo
- Arma da Aeronáutica Militar

 Romania
- Forțele Aeriene Regale ale României

 Ungheria
- Magyar Királyi Honvéd Légierő

 Unione Sovietica
- Voenno-vozdušnye sily

## Esemplari attualmente esistenti

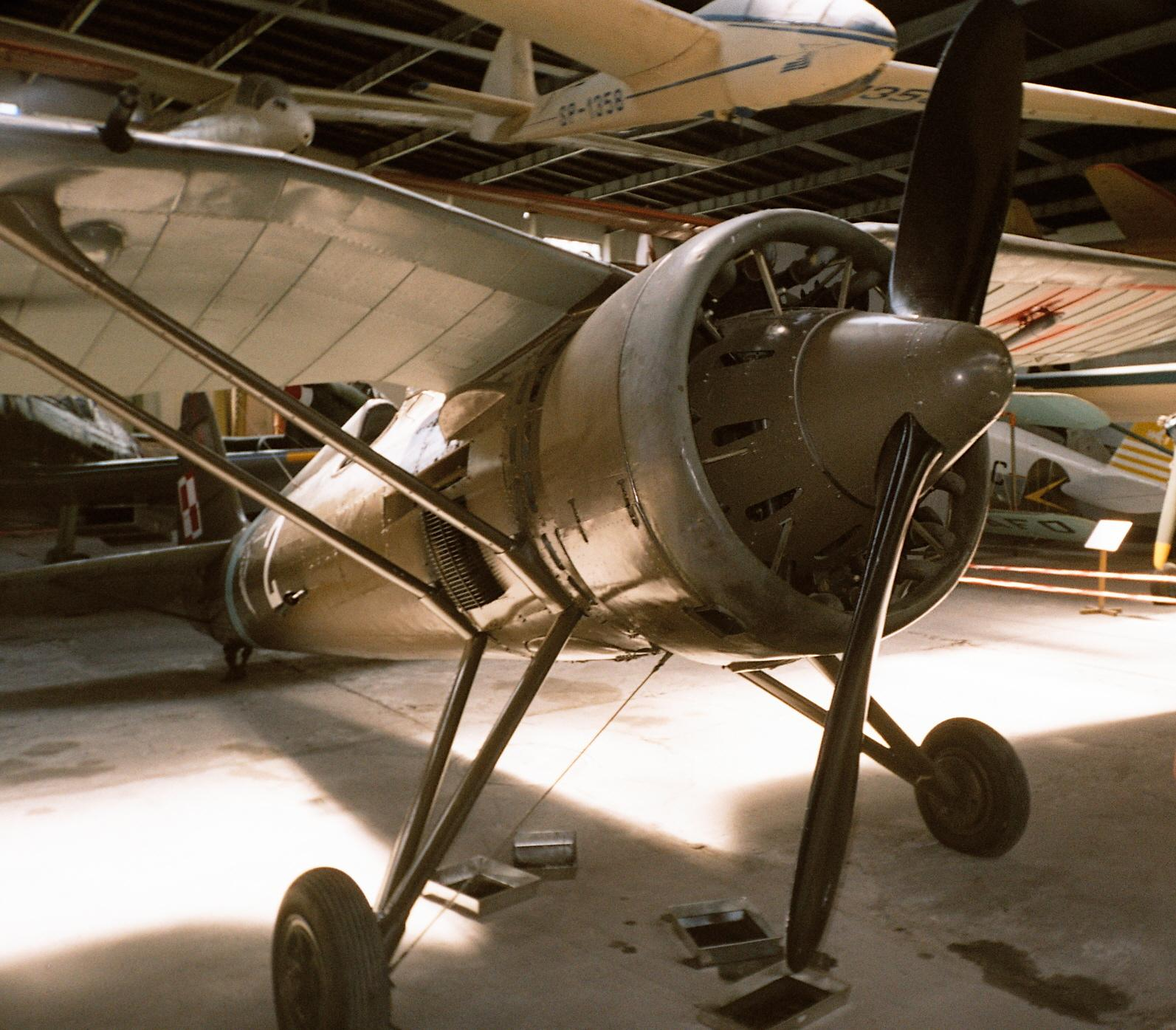
Il P.11c esposto presso il Museo dell'aviazione polacca.

Il solo esemplare di P.11 giunto sino ai nostri giorni è il P.11c esposto presso il Museo dell'aviazione polacca (Muzeum Lotnictwa Polskiego w Krakowie) sito a Cracovia, Polonia.

### Esplicative
1. ↑  Si trattava sostanzialmente di una versione aggiornata e potenziata del precedente PZL P.7. Il primo volo risale all'agosto 1931, mentre le consegne iniziarono a partire dal 1934.

### Bibliografiche
1. 1 2 3 4 5 6 7  Cynk, 1971, pp. 158-172.
2. 1 2 3 4 5 6 7 8 9 10 11  Glass, Kópanski e Makowki, Vol.1 1997.
3. 1 2 3 4 5 6 7 8 9  Williams, Anthony G.; Dr Emmanuel Gustin. Flying Guns World War II, Development of aircraft guns, ammunition and installations 1933-45 (1ª edizione). Ramsbury, 2003 ISBN 978-1-84037-227-4.
4. 1 2 3 4 5 6 7 8 9  Dicorato, Giuseppe a cura di. PZL P.11 Storia dell'Aviazione, Fratelli Fabbri Editori, Milano 1973 (ristampa del 1977).
5. 1 2  Symanowski Grezegorz and Jan Hoffmann. PZL P.11C. Lublin, Poland: Kagero Polen, 2006. ISBN 83-60445-06-0.
6. ↑  Jackson 1979, p. 27.
7. ↑  Jackson 1979, pp. 28-29.
8. 1 2 3 4 5  Glass, Kópanski e Makowki, Vol.2 1997.
9. ↑  Hooton, E.R. Luftwaffe at War; Blitzkrieg in the West: 1939-1940, Volume 2. London: Midland Publishing, 2007. ISBN 1-85780-272-1.
10. 1 2  Belcarz, Bartłomiej and Tomasz J.Kopański. PZL P.11c. Sandomierz, Poland/Redbourn, UK: Mushroom Model Publications, 2003. ISBN 83-917178-5-2.
11. 1 2 3  Green e Swanborough 1985, pp. 35-53, 80.
12. ↑  Steven J. Zaloga, L'invasione della Polonia, 2008, Bur, p.91.

### Riviste
- (EN) William Green e Gordon Swanborough, The Era of the Gulls: The Chronicles of the Pulawski Fighter Line, in Air Enthusiast, Nr. 28, luglio-October 1985, ISSN 0143-5450 (WC · ACNP).